# Lex Luger
Lex Luger (født 2. juni 1958) er en amerikansk wrestler, der mest er kendt fra sin tid hos World Wrestling Federation som The Narcissist og World Championship Wrestling som The Total Package.
Lex Luger startede sin karriere i wrestling i slutningen af 80'erne. Han blev hurtigt en stjerne, og da han startede en karriere hos WCW, blev han hurtigt WCW Champion. Lex Luger forlod WCW i 1992, hvor han skrev en kontrakt med Vince McMahon, og hans nye World Bodybuilding Federation. Der gik dog ikke længe før Lex Luger også debuterede som wrestler for McMahon, i World Wrestling Federation.

## World Wrestling Federation 1993-1995
Lex Luger blev givet opgaven til at være "den nye Hulk Hogan", efter Hogan forlod WWF i 1993. Lex Luger havde til at begynde med i WWF, været "heel" som den selvoptagede "the Narcissist" Lex Luger. For at gøre ham en "babyface" hos fansene, blev Luger sat til at køre USA tyndt i en bus (Lex Express) hvor han besøgte børnehospitaler. Luger blev hurtigt en fanfavorit, og ved Summerslam 1993 besejrede han den daværende WWF ChampionYokozuna, men vandt ikke titlen (Luger besejrede Yokozuna på Count-Out, og dermed skifter titlen ikke hænder). Ved Royal Rumble i 1994 vandt Luger, sammen med Bret Hart. Noget som ikke er sket før, eller siden. Luger og Hart fik derfor begge en titelkamp ved WrestleMania X. Luger tabte dog sin titelkamp mod Yokozuna. Der går et rygte om at Luger skulle have vundet titlen den aften, men at det blev droppet fordi Vince McMahon hellere ville have Bret Hart som mester. Lex Luger vendte aldrig rigtig tilbage som main eventer i WWF, men fortsatte i Tag Team divisionen med Davey Boy Smith, som Stars & Stripes. Han wrestlede også ved WrestleMania XI i 1995 om tag team titlerne. I det meste af 1995 kæmpede Luger uden kontrakt for WWF, og dette benyttede konkurrenten WCW sig af.

## World Championship Wrestling 1995-2001

### 1995-1996
I september 1995 vendte Lex Luger på uventet og chokerende vis tilbage til WWFs hovedkonkurrent WCW. Lugers kontrakt var lige udløbet hos WWF, i tide med at WCW gjorde sin debut på TNT med WCW Monday Nitro, som blev vist på TV på nøjagtigt samme tidspunkt som WWF RAW. Lex Luger havde givet McMahon sit ord på at han blev ved WWF. McMahon sad derfor på sit kontor og ventede på at Luger faxede sin kontrakt, men i stedet så han Luger dukke op hos konkurrenten på direkte TV (WWF RAW var dengang ikke "live", og altid optaget på forhånd). WCW Monday Nitros første afsnit fandt sted i Mall of America, og hans tilstedeværelse fangede samtlige besøgere i det enorme indkøbscenter, som stod og fulgte en kamp mellem Sting og Ric Flair. Lex Luger blev en "heel" og fejdede med Hulk Hogan. Han tilsluttede sig flere gange the Legion of Doom, i kampen om at fjerne Hulk Hogan fra WCW. Efter denne fejde blev han en "babyface", og det blev han især da Scott Hall og Kevin Nash invaderede WCW, som outsidere fra "det andet wrestlingfirma". Lex Luger, Sting og Randy Savage forsøgte at forsvare WCWs farver mod Kevin Nash og Scott Hall ved WCW Bash at the Beach 1996 showet, men da Hulk Hogan dukkede op og angreb sine WCW holdkammerater og dermed på chokerende vis tilsluttede sig Hall og Nash, var det begyndelsen på New World Order. Lex Luger kæmpede fortsat med WCW resten af året, og 1997 bød for alvor på hans gennembrud i firmaet.